# Ultra Long Period Cepheid
Ultra Long Period Cepheids, kurz ULPC, sind eine Klasse von Pulsationsveränderlichen Sternen mit Perioden zwischen 80 und 150 Tagen. Die Gelben Riesen sind über ihre Perioden-Leuchtkraft-Beziehung ein wichtiger Zwischenschritt in der kosmischen Entfernungsleiter.
Cepheiden sind pulsationsveränderliche Sterne mit Perioden von einigen Tagen bis zu 80 Tagen. Die Obergrenze ergibt sich aus einem graduellen Übergang zu den Halbregelmäßigen Sternen, da die Lichtkurven sich nicht mehr regelmäßig wiederholen. Im Übergangsbereich treten Periodenverdoppelung und andere nichtlineare Vorgänge auf.
Ein kleiner Teil der pulsationsveränderlichen gelben Riesen mit Perioden zwischen 80 und 150 Tagen zeigt einen relativ regelmäßigen Cepheiden-artigen Lichtwechsel. Diese Sterne werden als Ultra Long Period Cepheids bezeichnet, wobei die Lichtkurven Unterschiede zwischen den Zyklen von bis zu 0,15 mag zeigen können. Ihre Perioden-Leuchtkraft-Beziehung liegt in der Fortsetzung der klassischen Typ-I-Cepheiden, wobei die ULPC jedoch eine geringere Steigung aufweisen. Bei einer Verlängerung der Pulsationsperiode steigt die mittlere Helligkeit nicht mehr so schnell an wie bei den normalen Cepheiden. Eine Zerlegung der Lichtkurven von ultralangperiodischen Cepheiden mittels einer Fourier-Analyse führt zu Ergebnissen, die eher typisch für Mirasterne ist als für Cepheiden. Aktuelle Sternmodelle können die ULPCs mit Perioden von mehr als 120 Tagen nicht als im Kern heliumbrennende Nach-Hauptreihensterne wie die Cepheiden nachbilden. In der Milchstraße sind bisher keine Ultra Long Period Cepheids gefunden worden und sie treten überwiegend in Galaxien mit einer geringen Metallizität auf wie in den Magellanschen Wolken.
Cepheiden sind wichtige Standardkerzen für die Entfernungsmessung im Kosmos. Ihre Reichweite ist allerdings mit momentaner Technik auf Entfernungen bis 20 Megaparsec beschränkt. ULPCs können aufgrund ihrer größeren absoluten Helligkeit von circa MV = −7 bzw. MI = −7,9 bis zu Entfernungen von 120 Megaparsec beobachtet werden. Dies ermöglicht eine bessere Kalibrierung der absoluten Helligkeit von Supernovae mittels der Phillips-Beziehung und der expandierende Photosphäre-Methode, da in diesem Raumbereich erheblich mehr Supernovae beobachtet wurden.

## Beispiele
- BZ Tucanae, HV 829